# السفارة السعودية في المالديف
سفارة المملكة العربية السعودية في المالديف بعثة دبلوماسية سعودية تقع في العاصمة ماليه ويترأسها سفير خادم الحرمين الشريفين مترك بن عبد الله العجالين.

## وصلات خارجية
- موقع سفارة المملكة العربية السعودية في المالديف
- وزارة الخارجية السعودية (بالعربية)
- Ministry of Foreign Affairs of Kingdom of Saudi Arabia (بالإنجليزية)